# Erich von Tschermak
Erich von Tschermak-Seysenegg ( [ˈeːɐ̯ʀɪç fɔn ˈʧɛʁmak ˈzaɪ̯zəˌnɛk]; 15. listopadu 1871 – 11. října 1962) je jedním ze tří znovuobjevitelů Mendelových zákonů dědičnosti. Aplikací těchto zákonů, objevených při pokusech s křížením hrachu, se stal průkopníkem aplikované genetiky.
Narodil se ve Vídni v roce 1871 jako třetí dítě v rodině s dlouhou vědeckou tradicí (jeho děd byl profesorem botaniky, jeho otec profesorem mineralogie). Kořeny jeho rodiny, jak už příjmení napovídá, sahají na Moravu. Studoval agronomii na Vídeňské univerzitě, doktorát získal na Univerzitě Halle-Wittenberg. V roce 1898 začíná své pokusy s křížením hrachu. Své výsledky publikuje v roce 1900 podobně jako Carl Erich Correns a Hugo De Vries, avšak nezávisle na nich. Celý svůj život se věnoval šlechtitelství zemědělských rostlin a zakládání šlechtitelských stanic. Za dobu svého působení získal šestkrát titul „Dr. h. c.“ (Čestný doktorát). Stal se členem mnoha akademií a jiných vědeckých institucí.
Umírá 11. října 1962, jedenáct měsíců po svých devadesátých narozeninách.